# Прейльский край
Пре́йльский край (латыш. Preiļu novads) — административно-территориальная единица на юго-востоке Латвии, в историко-культурной области Латгалия. Край состоит из 14 волостей и города Прейли, который является центром края. Граничит с Екабпилсским, Вараклянским, Резекненским, Краславским, Аугшдаугавским и Ливанским краями.

## История
Край был образован 1 июля 2009 года из части расформированного Прейльского района.
Первоначально состоял из 4 волостей и города Прейли. Площадь края составляла 365,3 км².
В ходе административно-территориальной реформы Латвии 2021 года к краю были присоединены 6 волостей из упразднённого Риебинского края, 3 волости из упразднённого Варкавского края и Аглонская волость из упразднённого Аглонского края. Площадь укрупнённого края составила 1413,31 км².

## Население
По оценке на 1 января 2015 года население края составляло 9941 постоянный житель, на 1 января 2010 года — 11 746 человек.

### Национальный состав
Национальный состав населения края по итогам переписи населения Латвии 2011 года:
| Национальность        | Численность, чел. (2011) | %        |
| --------------------- | ------------------------ | -------- |
| Латыши                | 7162                     | 66,96 %  |
| в том числе латгальцы | 6255                     | 58,48 %  |
| Русские               | 3017                     | 28,21 %  |
| Поляки                | 145                      | 1,36 %   |
| Белорусы              | 110                      | 1,03 %   |
| Украинцы              | 69                       | 0,65 %   |
| Литовцы               | 16                       | 0,15 %   |
| Другие                | 177                      | 1,65 %   |
| всего                 | 10 696                   | 100,00 % |

## Территориальное деление
- Аглонская волость (латыш. Aglonas pagasts)
- Айзкалнская волость (латыш. Aizkalnes pagasts)
- Варкавская волость (латыш. Vārkavas pagasts)
- Галенская волость (латыш. Galēnu pagasts)
- Пелечская волость (латыш. Pelēču pagasts)
- город Прейли (латыш. Preiļu pilsēta)
- Прейльская волость (латыш. Preiļu pagasts)
- Риебинская волость (латыш. Riebiņu pagasts)
- Рожкалнская волость (латыш. Rožkalnu pagasts)
- Рушонская волость (латыш. Rušonas pagasts)
- Саунская волость (латыш. Saunas pagasts)
- Силаянская волость (латыш. Silajāņu pagasts)
- Силюкалнская волость (латыш. Sīļukalna pagasts)
- Стабулниекская волость (латыш. Stabulnieku pagasts)
- Упмальская волость (латыш. Upmalas pagasts)